# Thomas Lasser
Thomas Lasser (* 25. Oktober 1969 in Wiesbaden) ist ein ehemaliger deutscher Fußballspieler.

## Karriere
In der Jugend spielte Thomas Lasser beim SV Wehen, beim SV Wiesbaden und ab 1985 bei Eintracht Frankfurt. 1987 rückte er in die Amateurmannschaft der SGE auf. Am 18. Februar 1989 gab er sein Bundesligadebüt. Der 19-jährige stand in der Startaufstellung im Spiel gegen den FC Bayern München (2:2). Danach folgten bis Saisonende regelmäßige Einsätze im Profiteam. Bis 1992 kam er für Frankfurt zum Einsatz. Einen Stammplatz konnte er sich nicht langfristig erkämpfen.
Zur Saison 1992/93 wechselte er zum Zweitligisten SV Waldhof Mannheim. Nach einer Saison, in der Lasser 38 von 46 Spielen bestritt, verließ er den kurpfälzischen Klub wieder und ging zum FSV Frankfurt in die Oberliga. Dem FSV gelang 1994 der Aufstieg in die zweite Liga, in der Thomas Lasser 1994/95 18-mal zum Einsatz kam. Der FSV Frankfurt wurde abgeschlagen Tabellenletzter und stieg wieder in die Drittklassigkeit ab.
Thomas Lasser unterschrieb zur Saison 1995/96 bei Alemannia Aachen, die in der Regionalliga West/Südwest antrat, einen Vertrag. 1998/99 stieg Aachen mit Lasser als Kapitän in die 2. Bundesliga auf. Noch während der Saison kündigte Lasser seinen Abschied vom Tivoli an. Er wechselte zum FSV Frankfurt, um in Frankfurt sein BWL-Studium zu beenden. 33-mal kam Lasser 1999/2000 für den FSV in der Regionalliga Süd zum Einsatz, am Ende der Saison stieg man allerdings durch einen Fauxpas ab. Am letzten Spieltag wurde der nicht auf dem Spielberichtsbogen stehende Elton da Costa eingewechselt. Der 1:0-Sieg wurde aberkannt. Nach dem Abstieg verließ Lasser den Verein.
Lasser spielte in seiner Karriere auf der Position des Liberos und im Mittelfeld.
Nach dem Abschluss seines BWL-Studiums begann er eine Tätigkeit bei einem Unternehmen der Abfallwirtschaft.

### Statistik
| Liga          | Spiele (Tore) |
| ------------- | ------------- |
| Bundesliga    | 044 (1)       |
| 2. Bundesliga | 056 (4)       |
| Regionalliga  | 138 (5)       |
| Wettbewerb    |               |
| DFB-Pokal     | 013 (0)       |

Hinzu kommen sechs Einsätze im Europapokal für Eintracht Frankfurt und eine unbekannte Anzahl an Spielen in Amateurligen unterhalb der Regionalliga.